# Гамільтон (округ, Техас)
Шаблон:StateAbbr_ 31°42′ пн. ш. 98°07′ зх. д. / 31.7° пн. ш. 98.11° зх. д.
Округ Гамільтон (англ. Hamilton County) — округ (графство) у штаті Техас, США. Ідентифікатор округу 48193.

## Історія
Округ утворений 1856 року.

## Демографія
За даними перепису 2000 року загальне населення округу становило 8229 осіб, зокрема міського населення було 2886, а сільського — 5343. Серед мешканців округу чоловіків було 3977, а жінок — 4252. В окрузі було 3374 домогосподарства, 2323 родин, які мешкали в 4455 будинках. Середній розмір родини становив 2,89.
Віковий розподіл населення поданий у таблиці:
| Стать    | До 15 років | 15-21 | 22-29 | 30-39 | 40-49 | 50-65 | 65-85 | Понад 85 |
| -------- | ----------- | ----- | ----- | ----- | ----- | ----- | ----- | -------- |
| Чоловіки | 849         | 363   | 276   | 490   | 493   | 705   | 693   | 108      |
| Жінки    | 747         | 297   | 297   | 462   | 557   | 753   | 873   | 266      |

## Суміжні округи
- Ерат — північ
- Боскі — північний схід
- Кор'єлл — південний схід
- Лемпасас — південь
- Міллс — південний захід
- Команчі — північний захід

## Виноски
1. ↑  U.S. Decennial Census. United States Census Bureau. Архів оригіналу за 12 травня 2015. Процитовано 28 квітня 2015.
2. ↑  Texas Almanac: Population History of Counties from 1850–2010 (PDF). Texas Almanac. Архів оригіналу (PDF) за 26 лютого 2015. Процитовано 28 квітня 2015.
3. ↑  State & County QuickFacts. United States Census Bureau. Архів оригіналу за 18 жовтня 2011. Процитовано 17 грудня 2013.(англ.) Наведено за англійською вікіпедією.
4. ↑  American FactFinder. Бюро перепису населення США. Архів оригіналу за 21 травня 2008. Процитовано 31 січня 2008.

| США | Це незавершена стаття з географії США. Ви можете допомогти проєкту, виправивши або дописавши її. |